# Thorgan Hazard
Thorgan Ganael Francis Hazard (ur. 29 marca 1993 w La Louvière) – belgijski piłkarz, występujący na pozycji napastnika w belgijskim klubie RSC Anderlecht oraz w reprezentacji Belgii. Brązowy medalista mistrzostw świata w 2018 roku. Uczestnik mistrzostw świata w 2022 roku oraz mistrzostw Europy 2020. Jest młodszym bratem Edena Hazarda.

## Kariera piłkarska
Karierę piłkarską rozpoczynał w lokalnym klubie Royal Stade Brainois w wieku pięciu lat. Po pięciu latach przeszedł do AFC Tubize. W wieku 14 lat został zauważony przez francuski RC Lens. Razem z Lens zdobył mistrzostwo Francji U-16, a w jego drużynie grali m.in. Geoffrey Kondogbia i Raphaël Varane. 7 kwietnia 2010 podpisał swój pierwszy profesjonalny kontrakt. Przed sezonem 2011/12 został na stałe włączony do pierwszego zespołu i otrzymał koszulkę z 22 numerem. Zadebiutował w lidze pierwszym meczu sezonu.
24 lipca 2012 przeniósł się do angielskiej Chelsea, krótko po transferze jego brata Edena. 30 sierpnia 2012 został wypożyczony do Zulte Waregem, gdzie spędził dwa sezony.
5 lipca 2014 został wypożyczony do Borussii Mönchengladbach.
W sezonie 2015/2016 został oficjalnie wykupiony przez Borussię Möchengladbach.
Od sezonu 2019/2020 do lata 2023 roku był zawodnikiem Borussii Dortmund.

## Imię
Jego unikalne imię zostało wymyślone przez rodziców jako nawiązanie do głównego bohatera komiksu Thorgal – na życzenie matki zmieniona została jedynie ostatnia litera.

„En fait, c’est tiré de la bande dessinée Thorgal (…). On a changé le L pour le N, c’est le choix de la maman car cela faisait trop sévère selon elle. On ne pensait pas que la commune allait l’accepter, mais elle l’a fait...”

## Sukcesy

### Borussia Dortmund
- Puchar Niemiec: 2020/21
- Superpuchar Niemiec: 2019/20
- Wicemistrz Niemiec: 2019/20
- Uczestnik Ligi Mistrzów: 2019/20, 2020/21, 2021/22, 2022/23

### PSV Eindhoven
- Puchar Holandii: 2022/23

### Borussia Mönchengladbach
- Uczestnik Ligi Mistrzów:  2015/16, 2016/17

### Reprezentacja Belgii
- Brązowy medalista mistrzostw świata: 2018
- Uczestnik mistrzostw świata: 2022
- Uczestnik mistrzostw Europy: 2020

### Indywidualne
- Piłkarz roku Belgii: 2013/14[7]
- Golden Shoe Belgium: 2013[8]